# Landrat des Wallis
Der Landrat des Wallis war als Legislative die wichtigste politische Institution der Republik der sieben Zenden des Wallis. Der Landrat ist spätestens seit 1301 im Wallis nachgewiesen. Vorerst hatte der Landrat, bestehend aus dem Adel und den Vertretern der Pfarreien und Gemeinden, eine beratende Funktion für den Bischof und das Domkapitel des Bistums Sitten. Später um 1400 wandelte sich der Landrat zur Volksversammlung der Landleute, welche sich aus den Feudalstrukturen herausgelöst hatten und sich als freie Bürger sahen. Der Bischof als Reichsfürst der Grafschaft Wallis musste im Verlauf der Kriege gegen das Herzogtum Savoyen im 14. und 15. Jahrhundert und unter dem Einfluss der Eidgenossenschaft den Landrat erstmals 1384 als wichtigste politische Kraft akzeptieren.
Zweimal im Jahr wurden Landratsversammlungen abgehalten, der Mai- und der Weihnachtslandrat. Zu diesen Versammlungen wurden von jedem Zenden Vertreter entsandt. Bei wichtigen Sachgeschäften waren mehrere Hundert Personen anwesend. Diese Versammlungen wurden meist unter freiem Himmel in Sion, aber auch an anderen Orten durchgeführt, zum Beispiel 1431 in Gampel.
Die deutschen Zenden des Wallis (Goms, Brig, Visp, Raron und Leuk) wählten zudem seit 1388 einen Hauptmann. Dessen ursprünglich militärische Funktion verschmolz immer mehr mit dem Amt des bischöflichen Landvogts (Statthalter). Ab 1420 nannte sich der Hauptmann Landeshauptmann. Der Landeshauptmann wurde vom Landrat gewählt und vom Bischof in Sitten bestätigt.
Die Zuständigkeit des Landeshauptmannes umfasste im 16. Jahrhundert die Rechtsprechung. Ab 1631 erfolgte die Einberufung des Landrates nicht mehr durch den Bischof, sondern nur noch vom Landeshauptmann. Der Landeshauptmann wurde so zum Staatsoberhaupt der Republik der sieben Zenden.
Der Landeshauptmann wurde auf zwei Jahre gewählt, ab dem 17. Jahrhundert auf bis zu zehn Jahren. Im 17. Jahrhundert wurde schliesslich der politische Einfluss des Bischofs endgültig unterbunden, so blieb ihm nur noch der Vorsitz der Ratstage.
Seit 1848 nimmt der Grosse Rat die Funktion des ehemaligen Landrats im Kanton Wallis ein.